# Tros de Basturs
El Tros de Basturs, en alguns mapes grafiat com a Tros de Bastús, és un camp de conreu del Pallars Jussà situat en el terme municipal de Conca de Dalt, a l'antic terme de Claverol, en terres del poble de Sant Martí de Canals, molt a prop del que era termenal amb Aramunt, en l'àmbit del poble d'Aramunt.
Està situat al límit sud del que fou terme de Claverol i al nord-oest del d'Aramunt. És al sud de Sant Martí de Canals, a ponent de Fuses i al nord del Camí de Narçà. És a l'esquerra del barranc de Miret i al nord del turó del Serrat de Castells.